# Walking on sunshine
Walking on sunshine és una pel·lícula de comèdia dramàtica musical romàntica britànica del 2014 dirigida per Max Giwa i Dania Pasquini. La pel·lícula inclou versions de cançons de la dècada de 1980 i es va estrenar el 27 de juny de 2014. També és un paper de debut per a la cantant i compositora Leona Lewis. S'ha doblat al català.

## Repartiment
- Hannah Arterton com Taylor
- Annabel Scholey com a Maddie
- Giulio Berruti com a Raf
- Leona Lewis com a Elena
- Katy Brand com a Lil
- Greg Wise com a Doug
- Danny Kirrane com a Mikey
- Giulio Corso com a Enrico